# ビゼーアン
| 累代        | 代     | 紀           | 基底年代 Mya |
| ----------- | ------ | ------------ | ------------ |
| 顕生代      | 新生代 | 第四紀       | 2.58         |
| 顕生代      | 新生代 | 新第三紀     | 23.03        |
| 顕生代      | 新生代 | 古第三紀     | 66           |
| 顕生代      | 中生代 | 白亜紀       | 145          |
| 顕生代      | 中生代 | ジュラ紀     | 201.3        |
| 顕生代      | 中生代 | 三畳紀       | 251.902      |
| 顕生代      | 古生代 | ペルム紀     | 298.9        |
| 顕生代      | 古生代 | 石炭紀       | 358.9        |
| 顕生代      | 古生代 | デボン紀     | 419.2        |
| 顕生代      | 古生代 | シルル紀     | 443.8        |
| 顕生代      | 古生代 | オルドビス紀 | 485.4        |
| 顕生代      | 古生代 | カンブリア紀 | 541          |
| 原生代      | 原生代 | 原生代       | 2500         |
| 太古代      | 太古代 | 太古代       | 4000         |
| 冥王代      | 冥王代 | 冥王代       | 4600         |
| 1. 2. 3. 4. |        |              |              |

ビゼーアン（英: Visean）は、国際層序委員会によって定められた地質学用語である、地質時代名の一つ。3億4670万年前（誤差40万年）から3億3090万年前（誤差20万年）にあたる、石炭紀ミシシッピアン亜紀（前期石炭紀）を三分した中期である。前の期は前期石炭紀を三分した前期トルネーシアン、続く期は前期石炭紀後期サープコビアン。模式地はベルギーのナミュール州ディナンに位置する。ヴィゼ期とも呼ばれる。

## 命名と定義
ビゼーアン階はベルギーの古生物学者アンドレ・デュモンが1832年に導入し、ベルギーのリエージュ州ヴィゼにちなんで命名した。国際層序に用いられる以前は、ビゼーアン階は西ヨーロッパの地域的地質時代区分の1つであり、前の階はTournaisian階、次の階はNamurian階であった。北アメリカの地域的区分では、ビゼーアン階は上部Odsagean階とMeramecian階および下部Chesterian階に対応する。中国の地域的区時代区分では、ビゼーアン階は中部Tatangian統に対応する。
ビゼーアン階の基底はフズリナの種 Eoparastaffella simplex の初出現である。階の基底のタイプ産地はベルギーのディナンの城の下の道路区間であったが、このタイプ産地は層序の対応という目的には不適当であると判明した。国際標準模式層断面及び地点(GSSP)は中華人民共和国南部の広西チワン族自治区に分布するLuzhai累層が提唱された。ビゼーアンの最上部、すなわちサープコビアンの基底はコノドントの種 Lochriea ziegleri の初出現である。
イギリスの層序ではビゼーアンは5つの亜階に細分される。下から順にChadian、Arundian、Holkerian、Asbian、Brigantianである。

## 生物
ビゼーアンはF-F境界とD-C境界に代表される後期デボン紀の大量絶滅から生物が回復した時期であった。石炭紀の最初の1500万年間、すなわちトルネーシアンと初期のビゼーアンの間は陸上動物の化石がほとんど産出しておらず、前期ビゼーアンから再び産出し始めるようになる。この空白期は古生物学者アルフレッド・ローマーにちなんでローマーの空白と呼ばれる。また、2020年1月の中国科学院南京地質古生物研究所の発表によると、大規模なサンゴ礁やそこに生息する多種多様な生物で構成される海洋生態系は約3億3600万年前に大量絶滅以前の多様性を回復した。3億3600万年前はビゼーアンの中頃にあたり、F-F境界から実に3600万年を要したこととなる。

## 環境
後のアジアとなる地域ではトルネーシアンからビゼーアンは火山活動があった、あるいは収束しつつあった時期にあたる。中華人民共和国新疆ウイグル自治区東天山に分布するTrukestan累層は安山岩などの火山岩で構成されており、火山活動の時期はデボン紀とビゼーアンが有力視される。Tisnab累層の下に横たわる凝灰岩と輝緑岩の層もまた、東天山と同等の前期石炭紀前期にあたるとされている。後の日本の秋吉帯を形成する地域では、トルネーシアンからビゼーアンにかけて火成活動が沈静化して生物礁が形成され始めた。
日本の山口県に分布する秋吉帯の海洋島起源の石灰岩では、ビゼーアンにおける礁中核のP2O5の含有量は後の期であるバシキーリアンやモスコビアンほど高くなく、次の期のサープコビアンや後期石炭紀後期のグゼリアンと同程度で、平均的であった。リン酸塩の含有量は海中栄養塩量と相関があり、ビゼーアンでは富栄養化が進んでいなかったことを意味する。
ビゼーアンからバシキーリアンにかけてゴンドワナ大陸でゴンドワナ氷床が拡大して世界規模の寒冷化（ゴンドワナ氷室気候）が始まったとする意見が多いが、秋吉帯など後の日本となる海域はまだ温暖であったことが示されており、温暖海域の生物化石が産出する。

## 古生物地理
中華人民共和国北西部では、上部トルネーシアン階からビゼーアン階で腕足動物グランディスピリファー・ミルケンシス (Grandispirifer mylkensis) が報告されている。この種をはじめとする動物群は日本の岩手県気仙郡住田町奥火の土から産出する奥火の土フォーナと近縁である。前期ビゼーアンにおいては、南部北上地域を含む後の日本の大部分は、北半球中緯度に位置した北中国地塊付近に存在したと推定されている。

## 日本において
秋吉石灰岩は大部分がビゼーアンから中期ペルム紀後期にあたるキャピタニアンにかけて形成されたことが海綿動物・サンゴ・腕足動物・頭足類・有孔虫の化石から示されている。ビゼーアン階においては、玄武岩質の岩盤の上に外肛動物と四放サンゴおよび少量のシアノバクテリアといった造礁生物群集が小規模な礁を形成していた。
兵庫県養父市御祓山地域の石灰岩礫岩の転石から、ビゼーアンをはじめとする有孔虫群集が確認されている。1981年に提唱された岩手県遠野市小友町荷沢東方に分布する加労山層も、6種類の腕足動物と2種類のサンゴ類の化石からビゼーアン階、おそらく上部ビゼーアン階とされている。また、加労山層と整合で重なる鬼丸層も上部ビゼーアン階の石灰岩からなる。同県からは大船渡市日頃市地域からビゼーアンを示すコケムシ・ウミユリ・サンゴ・腕足動物が産出し、中国の下部石炭系からも報告されたリンボクに近縁な植物化石も得られている。
1924年に発表された研究では、茨城県日立市を模式地とする大雄院層の化石年代が石炭系ビゼーアン階として報告された。しかし詳細な堆積年代は求められておらず、マグマ冷却年代を算出できる火山岩も発見されていない。2011年には同層の雲母片岩から砕屑性ジルコンを利用した放射年代が求められ、3億9500万年前の前期デボン紀エムシアン階にあたる可能性が浮上した。